# Eliza (vírus de computador)
Eliza  é um vírus de computador que infeta ficheiros COM, incluindo o Command.com. Desconhece-se qualquer outra ação do vírus que não seja replicar-se. Quando infetado, o ficheiro terá um aumento em tamanho de 1193 a 1194 bytes.